# Phialanthus linearis
Phialanthus linearis är en måreväxtart som beskrevs av Brother Alain. Phialanthus linearis ingår i släktet Phialanthus och familjen måreväxter. Inga underarter finns listade i Catalogue of Life.